# Piotr Tołstoj (1645–1729)
Piotr Andriejewicz Tołstoj (ur. 1645, zm. 1729) – rosyjski urzędnik i dyplomata.

## Życiorys
Syn okolniczego, Andrieja Tołstoja. Początkowo był stolnikiem na dworze cara Fiodora III. Był stronnikiem księżnej Sofii (jego rodzina była spokrewniona z rodem Miłosławskimi, z którego wywodziła się jej matka), jednak ostatecznie przeszedł na stronę carewicza Piotra.
Od listopada 1701 pierwszy oficjalnie akredytowany ambasador rosyjski przy Porcie Osmańskiej. W październiku 1710 został uwięziony w twierdzy Siedmiu Wież za naruszenie protokołu dyplomatycznego i domaganie się ekstradycji szukającego schronienia na terenach osmańskich, pokonanego w bitwie pod Połtawą króla Szwecji, Karola XII. Pomimo tego udało mu się doprowadzić do uduszenia wielkiego wezyra Aği Yusufa Paszy. Wypuszczony na wolność w kwietniu 1712 roku. Po powrocie do Rosji w 1714 związał się z Mienszykowem.
W 1718 sprowadził do Rosji z Neapolu carewicza Aleksego, co w konsekwencji skończyło się śmiercią następcy tronu. W latach 1718–1722 szef rady handlu w Sankt Petersburgu (Handels-College). W roku 1724 otrzymał tytuł hrabiowski. Stanął na czele nowo utworzonej Tajnej Komisji, organu śledczego.
Po śmierci Piotra I zabiegał z Mienszykowem o objęcie tronu przez cesarzową Katarzynę. Cesarzowa nadała mu tytuł książęcy oraz uczyniła jednym z 6 członków Najwyższa Tajna Rada.
Po śmierci Katarzyny w 1727 zabiegał o objęcie tronu przez córkę Piotra I, Elżbietę, jednak tron przypadł wówczas nieletniemu synowi zamordowanego carewicza Aleksego jako Piotrowi II. Wkrótce Tołstoj został zesłany do Monastyru Sołowieckiego nad Morzem Białym, gdzie zmarł dwa lata później.
Odznaczony Orderem Orła Białego.